# Adolf Martens

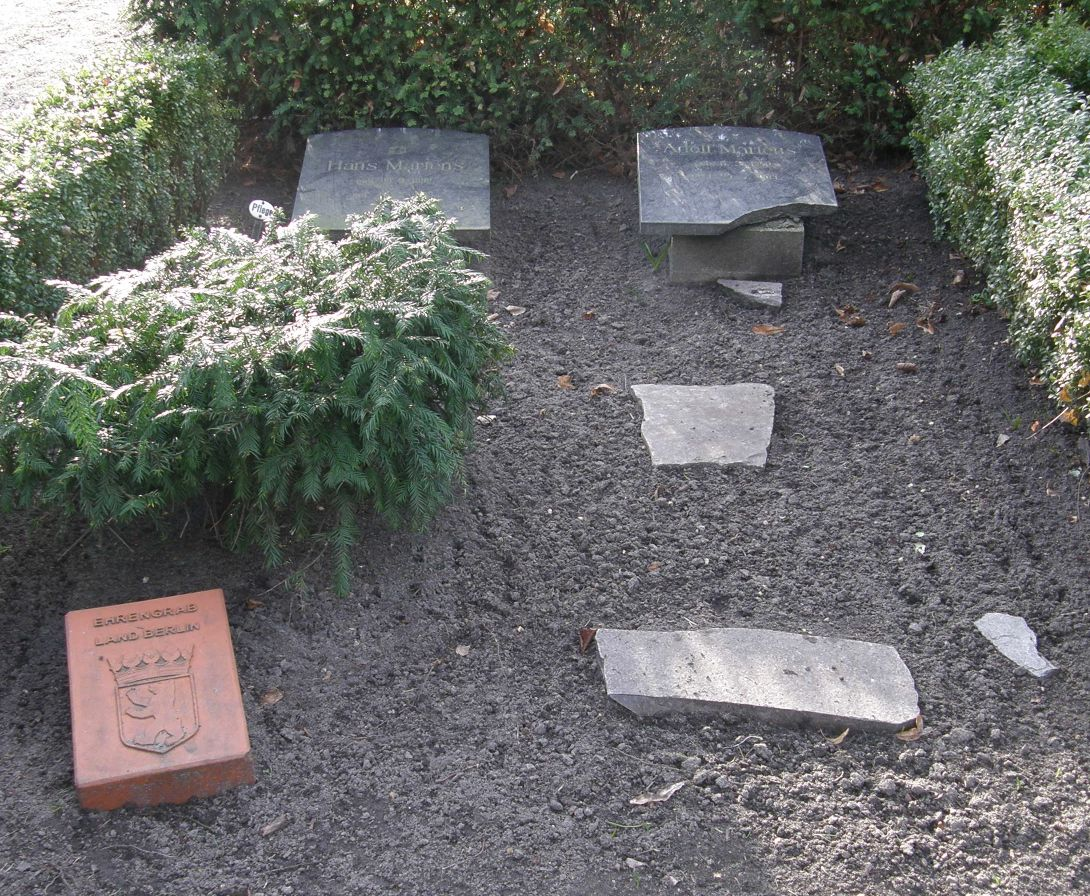
Grób Adolfa Martensa i jego syna w Dahlem

Adolf Martens, właśc. Adolf Karl Gottfried Martens (ur. 6 marca 1850 w Bakendorf niedaleko Hagenow, zm. 24 lipca 1914 w Berlinie (Groß-Lichterfelde)) – niemiecki metalograf; pionier w badaniach metalograficznych stali i procedur badawczych. Na jego cześć nazwano martenzytem jedną ze struktur występujących w stali.

## Życiorys

### Dzieciństwo i młodość
Adolf Martens urodził się 6 marca 1850 roku w małym miasteczku Bakendorf, leżącym niedaleko Hagenow w Meklemburgii-Pomorzu Przednim. Jego ojciec zajmował się dzierżawą nieruchomości. Ukończył niemiecką szkołę podstawową (tzw. Realschule) w Schwerin. W wieku siedemnastu lat odbył krótką przygodę zawodową jako ślusarz w warsztacie stolarskim Ernsta Brockelmanna w mieście Güstrow.
W 1868 roku Martens zapisał się na studia do Królewskiej Akademii Przemysłu w Berlinie. W 1871 roku ukończył ją z tytułem inżyniera.

### Kariera zawodowa
Techniczna kariera zaczęła się w momencie zawiązania współpracy z Pruską Koleją Wschodnią w Bydgoszczy. Do jego zadań należało pracowanie i nadzór nad szynami, mostami kolejowymi i innymi budynkami kolejowymi. W 1875 roku przeniósł się do zespołu inżynierskiego Kolei Dolnośląsko-Marchijskiej w Berlinie. Zlecono mu badanie i sprawdzanie jakości wyrobów stalowych, głównie szyn. W trakcie swoich badań nawiązał wiele wymiernych stosunków z przedstawicielami przemysłu. Były to głównie dwa przedsiębiorstwa:
- Gutehoffnungshütte z Westfalii
- Königs-Laurahütte ze Śląska[1]

### Praca naukowa
Adolf Martens w 1880 roku powrócił na uczelnię i objął stanowisko asystenta profesora. 1 kwietnia 1884 roku został nominowany na stanowisko kierownika Instytutu Badań Techniczno-Mechanicznych. Do jego zespołu dołączył profesor Rudeloff (po śmierci Martensa zastąpił go na stanowisku kierownika Instytutu) i dwóch techników. Rozwój instytutu i całej branży badań nad materiałami spowodowały, że w 1884 roku utworzono w Berlinie nowy ośrodek badań nad olejem i papierem. Pięć lat później Martens otrzymał tytuł profesora.
W 1904 roku podjął decyzję o połączeniu wszystkich podległych mu ośrodków i z jego inicjatywy powstał Instytut Badań Materiałów w Berlin-Dahlem. Kolejny sukces przyszedł rok później. Za swoje zasługi i wielki wkład w pogłębianie wiedzy na temat materiałów został uhonorowany tytułem Doctora honoris causa przez Politechnikę w Dreźnie. Był członkiem Pruskiej Akademii Nauk w Berlinie. Adolf Martens kierował swoim prężnie rozwijającym się instytutem, aż do śmierci.

### Schyłek życia
W 1913 roku jego stan zdrowia niespodziewanie się pogorszył. Zmarł 24 lipca 1914 roku w Berlinie. Jego prochy spoczęły na cmentarzu w Dahlem pomiędzy grobami syna i współpracownika Emila Heyna.

## Dziedzictwo naukowe
Profesor Adolf Martens był pionierem w metalografii żelaza i stali. Jego prace związane z tą dziedziną nauki przyniosły mu szeroki rozgłos. Henry Clifton Sorby i Martens zajmowali się niezależnie rozwijaniem technik metalograficznych oraz obserwacji pod mikroskopem. Obaj byli zafascynowani wewnętrzną strukturą metali oraz zależnościami pomiędzy procesami wytwarzania a uzyskanymi własnościami materiału. Martens, mimo że preferował szkicować widziane mikrostruktury, to przeprowadził kilka prób z wykorzystaniem emulsji fotograficznych. Zaproponował zastosowanie trybu ukośnego oświetlania próbki celem poprawy rozdzielczości widzianych obrazów. W kręgu jego szczególnego zainteresowania była obserwacja jam skurczowych po odlewaniu. Zaobserwował i opisał strukturę dendrytyczną, którą miał określić mianem "kryształów sosnopodobnych". Przeprowadził również obserwacje i badania przełomów. Zaprojektował i zbudował twardościomierz Brinella, maszynę wytrzymałościową oraz tzw. scratch tester. Był autorem licznych podręczników dotyczących badań nad materiałami. Rozwinął takie techniki obróbki materiałów jak cięcie, szlifowanie, polerowania i trawienie. Były to nowinki głównie zapożyczone z mineralogii.
Oryginalne zapiski i pomysły Martensa są przechowywane w zbiorach Federalnego Instytutu Badań Materiałów w Berlinie (BAM).

## Uhonorowanie naukowca
W 1902 roku pojawiła się idea, aby nazwisko Adolfa Martensa reprezentowało metalograficzny składnik ze "strukturą igieł wielkiej twardości". Francuski profesor Floris Osmond powiedział:

Ja będę nazywać ten składnik 'martenzytem' od nazwiska profesora Martensa, który założył w Niemczech, w 1887 roku niezależny ośrodek badań metalograficznych i od tego czasu podąża ścieżką nauki z wytrwałością, talentem i sukcesem.

Szósty Kongres Międzynarodowego Stowarzyszenia Badań Materiałów (IATM) odbył się w Nowym Jorku we wrześniu 1912 r. Podczas tego spotkania Komisja Nazewnictwa Mikroskopowych Substancji i Struktur Stali i Żeliw podjęła ostateczną decyzję w sprawie nazwy dla składników strukturalnych w stopach żelaza z węglem. Jednogłośnie został zatwierdzony termin martenzyt.
Od nazwiska Martensa pochodzą także nazwy własne uniwersalnej skali twardości – twardość Martensa (HM) oraz metody oznaczenia temperatury zapłonu w zamkniętym tyglu – metoda Pensky’ego-Martensa.
25 stycznia 1991 roku z inicjatywy pracowników Federalnego Instytutu Badań Materiałów w Berlinie zostało zarejestrowane stowarzyszenie mające upamiętnić wielkiego naukowca. W ramach stowarzyszenia utworzono specjalny fundusz, którego zadaniem jest co dwa lata wspieranie i promowanie badań w zakresie inżynierii materiałowej, chemii analitycznej oraz inżynierii bezpieczeństwa.

## Publikacje
- Martens A.: Własności mechaniczne magnezu. (Festigkeitseigenschaften des Magnesiums). Julius Springer, Berlin, 1887.. bam.de. [zarchiwizowane z tego adresu (2016-03-05)].
- Martens A.: Badania oleju do smarowania. Uzupełnienie III. ( Schmieröluntersuchungen. Ergänzungsheft III). Julius Springer, Berlin, 1888.. bam.de. [zarchiwizowane z tego adresu (2012-02-25)].
- Martens A.: Badania oleju do smarowania. Uzupełnienie V. ( Schmieröluntersuchungen. Ergänzungsheft V). Julius Springer, Berlin, 1889.. bam.de. [zarchiwizowane z tego adresu (2012-02-25)].
- Martens A.: Podręcznik technologii materiałowych dla inżynierów mechanicznych. Część I. – Badania materiałów. (Handbuch der Materialienkunde für den Maschinenbau). Julius Springer, Berlin, 1898.
- Martens A., Heyn E.: Podręcznik technologii materiałowych dla inżynierów mechanicznych. Część II. – Technicznie najważniejsze własności metali i stopów. (Handbuch der Materialienkunde für den Maschinenbau). Julius Springer, Berlin, 1912[1][7].